# 히로미정 (에히메현)
히로미정(広見町)은 에히메현 난요지역에 있던 정이다. 2005년 1월 1일, 히요시촌과 합병해 기호쿠정이 되어 소멸하였다.

## 역사
- 1889년 12월 15일 - 정촌제 시행에 의해 요시후지촌, 아이지촌, 지카나가정, 이즈미촌, 미시마촌이 성립하였다.
- 1955년 3월 31일 - 요시후지촌, 아이지촌, 지카나가정, 이즈미촌, 미시마촌이 합병해 히로미정이 탄생하였다.
- 2005년 1월 1일 - 히요시촌과 합병해 기호쿠정이 되었다.

## 교통

### 철도
- 시코쿠 여객철도 요도 선

### 도로
- 국도 220호선
- 국도 381호선
- 국도 441호선